# Северное (Амурская область)
Се́верное — село в Архаринском районе Амурской области, административный центр Северного сельсовета.
Основано в 1960 г. Топонимика: село находится на юге области, название, таким образом, кажется парадоксальным. Суть названия в том, что основано оно было переселенцами из северного Сковородинского района Амурской области. В результате село и получило такое название.

## География
Село Северное стоит вблизи левого берега реки Бурея, примерно в 4 км до впадения её в Амур.
Расстояние до районного центра Архара (через Скобельцыно, Красный Луч и Иннокентьевку) — 55 км.
От села Северное вверх по левому берегу Буреи идёт дорога к сёлам Украинка, Свободное, Казановка, Новоспасск, Домикан, Гуликовка и Каменка с выездом на автотрассу «Амур».

## Население
| 2002 | 2010 | 2012 | 2013 | 2014 | 2015 | 2016 |
| ---- | ---- | ---- | ---- | ---- | ---- | ---- |
| 327  | ↘293 | →293 | ↘276 | ↘269 | ↘212 | ↘193 |
| 2017 | 2018 |      |      |      |      |      |
| ↘179 | ↘178 |      |      |      |      |      |

## Инфраструктура
Сельскохозяйственные предприятия Архаринского района.